# Hyllus giganteus whitei
Hyllus giganteus là một phân loài nhện trong họ Salticidae.
Loài này thuộc chi Hyllus. Hyllus giganteus whitei được Tord Tamerlan Teodor Thorell miêu tả năm 1877.

## Hình ảnh